# Onthophagus fasciolatus
Onthophagus fasciolatus är en skalbaggsart som beskrevs av Antoine Boucomont 1924. Onthophagus fasciolatus ingår i släktet Onthophagus och familjen bladhorningar. Inga underarter finns listade i Catalogue of Life.